# Giraudia teranishii
Giraudia teranishii är en stekelart som beskrevs av Tohru Uchida 1930. Giraudia teranishii ingår i släktet Giraudia och familjen brokparasitsteklar. Inga underarter finns listade i Catalogue of Life.